# Qarağandı
Qaraghandy ou Karaganda (em cazaque Қарағанды ou Qarağandı; em russo Караганда) é a capital da região de Qaraghandy, no Cazaquistão. Em 2009, sua população era de 459 000 habitantes, sendo a quarta maior cidade do país.

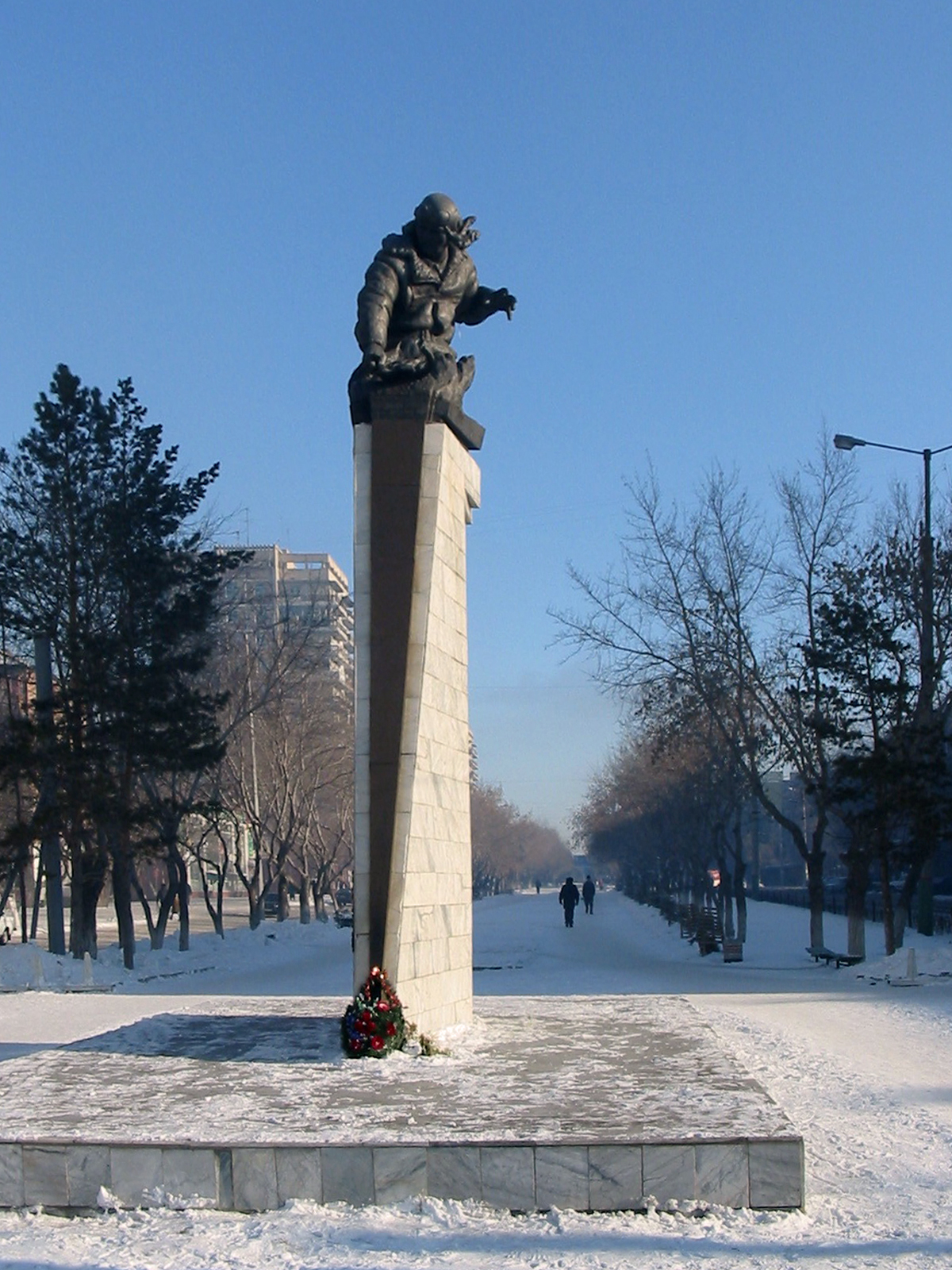
Estátua de Nurken Abdirov no centro de Qarağandı

Tem como principal atividade econômica a exploração das minas de carvão ao sul da cidade e indústrias pesadas.